# 306 Unitas
Unitas (định danh hành tinh vi hình: 306 Unitas) là một tiểu hành tinh kiểu S ở vành đai chính.
Ngày 1 tháng 3 năm 1891, nhà thiên văn học người Ý Elia Millosevich phát hiện tiểu hành tinh Unitas khi ông thực hiện quan sát ở Roma và tên của nó do giám đốc Đài thiên văn Modena đặt để vinh danh nhà thiên văn học người Ý Angelo Secchi. Đây là tiểu hành tinh thứ hai và cũng là cuối cùng do ông phát hiện, tiểu hành tinh đầu tiên là 303 Josephina.
Cuối thập niên 1990, một mạng lưới các nhà thiên văn học khắp thế giới đã thu thập các dữ liệu đường cong ánh sáng để rút ra các trạng thái quay tròn và mô hình hóa hình dạng của 10 tiểu hành tinh mới, trong đó có "306 Unitas". Mô hình hóa hình dạng đã được tính toán cho thấy tiểu hành tinh Unitas có hình dạng cân đối. Dữ liệu đường cong ánh sáng đã được các nhà quan sát ở Đài thiên văn Antelope Hill ghi - đài thiên văn này được Trung tâm Hành tinh nhỏ chỉ định là đài thiên văn chính thức.
Các phép đo quán tính nhiệt của 306 Unitas đưa ra khoảng ước tính từ 100 đến 260 m−2 K−1 s−1/2, so với số liệu đo được trên vỏ bề mặt mặt trăng là 50 và cát hạt to trong môi trường khí quyển là 400.
Mặc dù 306 Unitas có quỹ đạo tương tự như của nhóm tiểu hành tinh họ Vesta, nhưng nó không thuộc nhóm này, vì có kiểu quang phổ khác.

Sơ đồ quỹ đạo của 306 Unitas
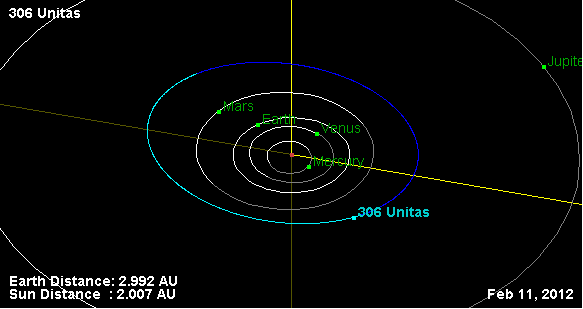